# Kotlin
Kotlin (rusky Котлин, finsky Retusaari) je ruský ostrov ve Finském zálivu, 30 km západně od Sankt-Petěrburgu (jehož je součástí) v Baltském moři.
Na ostrově leží opevněné město Kronštadt, které je spojené hrází s petrohradskými předměstími Lomonosov a Sestrorezk. Na hrázi vede silnice a má protipovodňovou funkci.
U pevnosti ve městě Kronštadt se nachází referenční bod nivelačního systému používaného od roku 1957 v Československu.